# Vymírání v pleistocénu

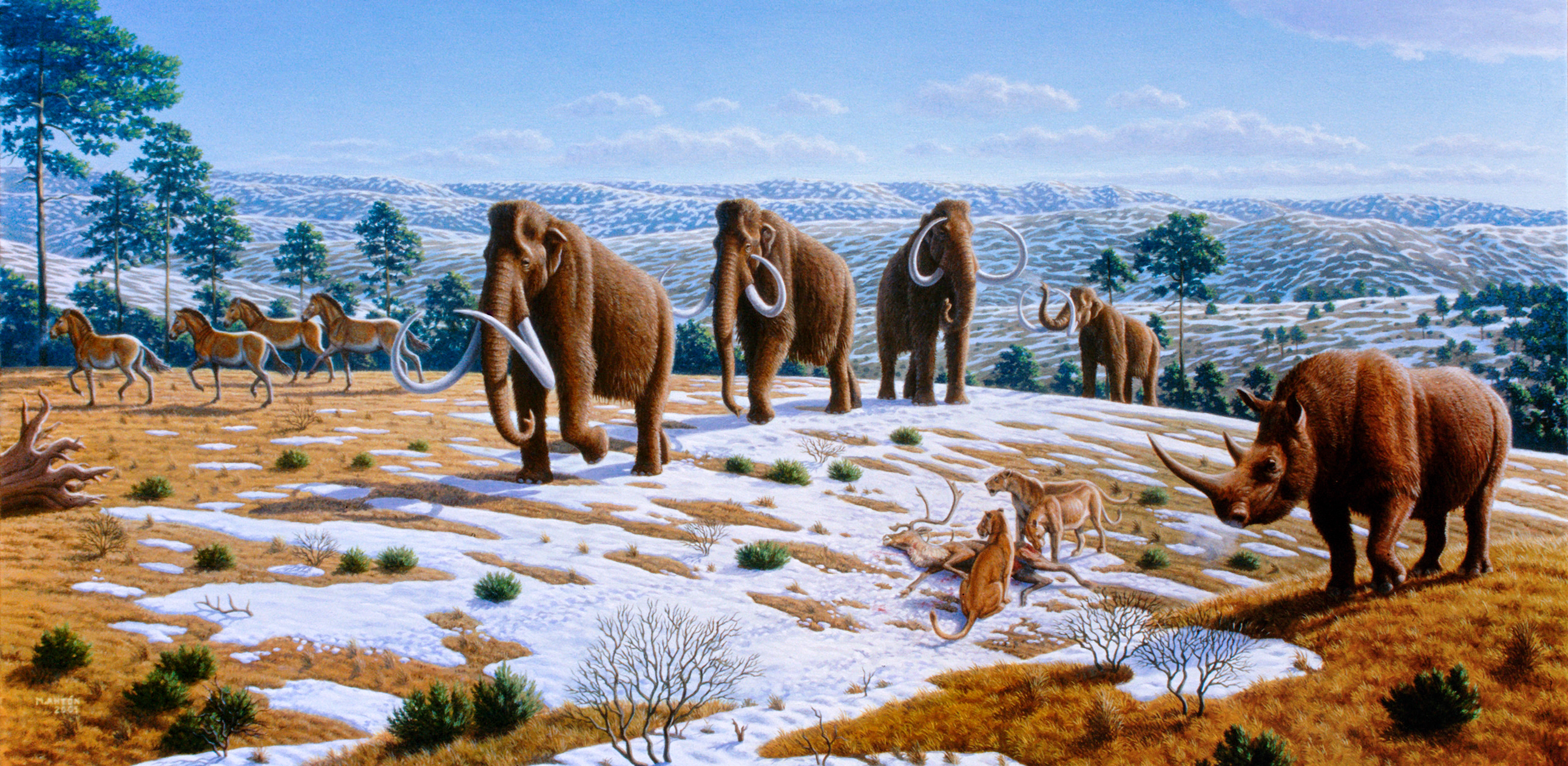
Krajina na území dnešního Španělska v době pleistocénu (zleva: equus ferus, mammuthus primigenius, rangifer tarandus, panthera spelaea, coelodonta antiquitatis)

Vymírání v pleistocénu je vymírání, při němž převážně v Austrálii, v Severní a Jižní Americe a v menší míře v Evropě, v Asii a Africe vymřelo mnoho velkých druhů zvířat. Redukce počtu a druhové rozmanitosti velkých savců začala přinejmenším před více než 125 tisíci lety v Africe. Nakonec mnoho živočichů vymřelo na přechodu mezi pleistocénem a holocénem, proto se tomuto vymírání také někdy říká holocenní vymírání. Nedávný výzkum naznačuje, že každý jednotlivý druh reagoval na změny prostředí odlišně a že jeden faktor sám o sobě nedokáže vysvětlit velký počet vyhynutí. Příčiny jsou komplikované a mohou zahrnovat prvky klimatické změny, mezidruhové kompetice, nestabilní populační dynamiku a lidskou predaci.

## Teorie příčin vymírání
Podle teorie paleontologů mohou být hlavními příčinami tohoto vymírání
- Nadměrné vybíjení zvířat člověkem, které se objevilo právě v tomto období. Variantou možnosti je tzv. predace druhého řádu (zabíjení predátorů lidmi – tato teorie se zaměřuje více na nepřímé škody způsobené konkurencí lidí a ostatních predátorů). Dle tvrzení autorů studie uvedené v časopise Science Advances založené na globálních statistikách by hlavní příčinu vyhynutí 96 % savců v posledních 126 tisících letech mohl vysvětlit dopad činností člověka a to údajně již od svrchního pleistocénu.[3][4] Tou dobou již neandrtálec ovlivňoval prostředí.[5] Dokonce již před 1,5 milionem let začal Homo erectus přednostně vybíjet velká zvířata.[6] Ještě kultura Clovis hlavně konzumovala megafaunu.[7] Na základě dat shromážděných z asi 400 vědeckých studií z různých oborů izraelští vědci usuzují, že člověk byl po většinu období paleolitu převážně masožravý a choval se jako vrcholový predátor.[8] Tím byl i pro menší živočichy.[9]
- Přírodní klimatické změny (včetně možnosti vlivu dopadu relativně velkého asteroidu či kometárního jádra v době před asi 12 800 lety),[10][11]
- Zavlečení a šíření nějaké choroby.
- Tzv. Laschampská událost, což je geomagnetická exkurze, ke které došlo cca před 42 tisíci lety. Tato událost mohla být příčinou např. vymření megafauny v Austrálii nebo definitivního zániku neandrtálců.[12] Někteří odborníci však tvrdí, že závěry, jež jsou z této události vyvozovány, jsou předčasné, a tato hypotéza by se měla více prozkoumat.[13][14][15]

## Teorie nadměrného lovu

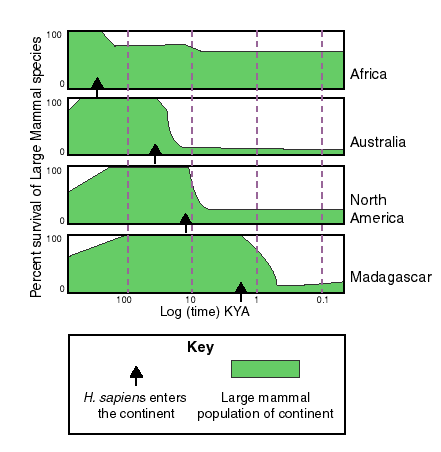
Závislost vymírání na době po vstupu člověka do oblasti (podle P. S. Martina).

Tato teorie předpokládá, že člověk lovil velké býložravce tak dlouho, až je zcela vyhubil. Následkem toho masožravci a mrchožrouti, kteří jsou závislí na těchto zvířatech, vymřeli kvůli absenci kořisti. Tuto hypotézu navrhl Paul S. Martin, který byl profesor věd o Zemi v pouštní laboratoři na Universitě v Arizoně. To způsobilo různé debaty, které trvají až dodnes. Nejpřesvědčivějším důkazem této teorie je, že 80% druhů velkých savců Severní Ameriky zmizelo do 1000 let od vstupu člověka na kontinenty západní polokoule. Podobnou korelaci lze nalézt v Austrálii (australská megafauna), na Madagaskaru či na Novém Zélandu.

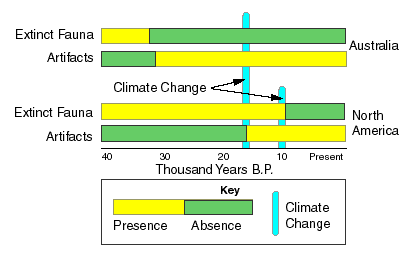
V Austrálii je vymírání spojené s nálezy lidských výtvorů a na klimatických změnách nezávisí, zatímco v Severní Americe je patrně spojené i s klimatickými změnami

Dle několika teorií vymírání následovalo po migraci lidí, a toto vymírání bylo nejvyšší tam, kam lidé přišli nejpozději, zato nejmenší tam, odkud lidé pochází – Afrika (viz obr. napravo). To naznačuje, že v Africe, kde se lidé vyvinuli, kořist (zvířata) a schopnost člověka lovit se vyvíjely současně, proto se u místních zvířat vyvinuly různé techniky proti ulovení člověkem. Jak člověk migroval po celém světě a stále se zdokonaloval v lovu, setkával se se zvířaty, která se vyvinula v prostředí bez lidí. Zatímco v Africe byla zvířata na lidi zvyklá a bála se jich, mimo Afriku tento strach postrádala a byla pro člověka díky jeho loveckým technikám snadnou kořistí. V Africe však docházelo k vymírání velkých býložravců už od pliocénu nezávisle na moderním člověku.
Vybíjení bylo dokládáno archeologickými nálezy mamutů s hroty zaseklými do jejich koster, pozorováním současných naivních zvířat, která dovolí lovcům se snadno přiblížit, což naznačují počítačové modely Mosimanna and Martina nebo Whittingtona a Dykea, kteří s oním modelem dále experimentovali. Nedávno přispěli s podobnými modely také Alroy a Bartlett. Medvěd jeskynní dle teorie založené na genetické analýze z roku 2019 tvrdí, že ke značnému úbytku populace medvěda přispěl i příchod moderního člověka. Tato studie uvádí, že Neandrtálci, kteří v té době žili na společném území s medvědy po tisíce let, je téměř nelovili. Teprve Homo sapiens je patrně začal lovit ve velkém a tím přispěl k vymření populace medvědů už tak zdecimované po prudkém ochlazení klimatu.
Více také vymírali nelétaví ptáci a ptáci na ostrovech, které člověk osídlil, což naznačuje vliv člověka.
U člověka se vyvinula behaviorální modernita a ostatní druhy člověka vymřely postupně (i před koncem poslední doby ledové, jakožto změně klimatu) až v době existence moderního člověka. Je možné, že Neandrtálec vymřel také i díky modernímu člověku, nicméně tato teorie je jednou z mnoha, přičemž vědci se spíše přiklání k teorii mísení s moderním člověkem a zániku Neandrtálců z mnoha jiných důvodů.

### Nedostatky teorie vybíjení
Větší námitky proti této teorii jsou tyto:
- V rámci modelu kořist-predátor je nepravděpodobné, že by predátor mohl nadměrně lovit svou kořist, protože predátor potřebuje svoji kořist jako potravu k obživě a rozmnožování.[32] Toto ale platí až po ukončení vymírání, které ale globálně zatím nenastalo.
- Neexistuje žádný důkaz, že by byla megafauna v Severní Americe, kromě mamutů, mastodontů a bizonů, lovena (Meltzer).[zdroj?]
- Několik málo druhů, které byly také loveny, nevymřely. Je dokázáno, že na konci poslední doby ledové již některé druhy byly na pokraji vyhynutí jako například velký lenochod.[33] Nicméně druh bizona, který v Severní Americe přežil, byl vlastně nedávný přírůstek, který přešel z Eurasie do Ameriky přibližně ve stejnou dobu jako člověk a byl dobře adaptován na to, že je člověkem loven. Naproti tomu 3 původní endemické druhy bizonů v Americe vymřely. Bizon je také typ býložravce, který se rozmnožuje rychleji než zvířata, která vyhynula, např. koně a chobotnatci. Eurasijská pleistocenní megafauna vymřela zhruba ve stejné době, přitom zde měla zvířata mnohem větší čas se přizpůsobit tlaku díky lovu člověkem.[zdroj?]
- Výskyt trpasličích forem zvířat teorie vybíjení nevysvětluje. Mnoho autorů nicméně poukazuje na to, že výskyt trpasličích forem je dobře vysvětlitelný tím, že člověk selektivně lovil velká zvířata a testem prokázali, že i ve 20. století mnoho populací v průměru zmenšilo svou velikost kvůli lovu lidmi.[zdroj?] Ostrovní nanismus však může mít různé důvody.
- Hypotéza, že cloviská kultura byla první, která se dostala do Ameriky, je v současnosti archeologickými nálezy zpochybňována (viz předkolumbovská Amerika), což ale nevyvrací teorii vybíjení.

## Hypotéza klimatických změn
Na přelomu 19. a 20. století, kdy si vědci poprvé uvědomili, že existovaly doby ledové a meziledové a tento jev si jaksi spojili s rozmachem a úpadkem jistých zvířat a tušili, že konec pleistocénu může být vysvětlením pro vymírání. Ovšem klimatické změny mají jen 7 % podíl na současném vymírání druhů.

### Rostoucí teplota
Nejnápadnější změna spojená s koncem doby ledové je rostoucí teplota. V období mezi 15000 BP (před dneškem)-10000 BP vzrostla globální průměrná teplota o 6 °C. Mysleli, že to byl důvod pro vymírání.
Podle této hypotézy, růst teplot byl dostatečný k tomu, aby roztál wisconsinský pevninský ledovec a také by mohl způsobit dost velký tepelný stres chladnomilným zvířatům, která potom umírala. Jejich silná kožešina, která pomáhala udržovat tělesné teplo v chladných obdobích doby ledové, mohla po oteplení bránit výdeji přebytečného tepla a následkem toho zvířata uhynula díky přehřátí. Velcí savci, kteří mají menší povrch v poměru k objemu těla, na tom byli hůře než savci malí.

#### Nedostatky teplotní hypotézy
Mnoho nedávných průzkumů prokázalo, že průměrná roční teplota současného interglaciálu v posledních 10 000 letech není vyšší, než průměrná teplota minulých interglaciálů, přitom ta samá velká zvířata tenkrát přežila podobný vzrůst teplot. Proto rostoucí teplota samotná není dostatečné vysvětlení. Doba ledová a meziledová se opakovala mnohokrát, ale k prudkému nárůstu populace člověka došlo až v posledních několika desítkách tisíc let.
Kromě toho mnoho druhů, např. mamuti, přežilo v oblastech bez lidí, jako Wrangelův ostrov i přes změny v klimatu. To je přesný opak toho, co by bylo možné očekávat při klimatických změnách. Podle normálních ekologických předpokladů by byla ostrovní populace při klimatických změnách mnohem ohroženější, protože je malá a zvířata nemohou migrovat do míst s příznivějším klimatem.

### Rostoucí kontinentalita a její vliv v čase nebo v prostoru
Jiní vědci se domnívali, že stále rostoucí četnost jevů extremity počasí, jako jsou teplejší léta a chladnější zimy, jev udávaný jako „kontinentalita“, popř. podobné změny v intenzitě srážek mohly zapříčinit vymírání. Různé hypotézy viz níže.

#### Vegetační změny geografické
Prokázalo se, že vegetace v krajině se změnila z parkové struktury na oddělené oblasti prérií a lesů. To mohlo mít vliv na dostupnost různých druhů potravy. Býložravci potom nemuseli najít rostliny, které potřebovali pro zdárný vývoj a ty které byly k dispozici mohly v sobě mít toxiny určené proti spásání býložravci. Kratší vegetační sezóna mohla způsobit vymření velkých býložravců a jedinci z jiných populace mohli zakrnět ve vzrůstu. Bylo pozorováno, že za takové situace bizoni a další velcí přežvýkavci mají co se týče potravy výhodu proti koňům, slonům a jiným nepřežvýkavým býložravcům, protože přežvýkavci jsou schopni z té potravy (i když je jí méně) dostat více živin, dokáží lépe zpracovat vláknitou potravu a lépe si poradí s toxiny proti býložravcům.
Jestliže se vegetace stane více specializovaná, býložravci s menší zažívací přizpůsobivostí hůře nacházejí typ vegetace, kterou potřebují k tomu, aby se uživili a mohli se rozmnožovat v rámci jistého území.
Pro oblast Sahulu (Austrálie a Nová Guinea) vědci předpokládají jako hlavní příčinu spíše postupnou a trvalou změnu životního prostředí, která měla být hlavní příčinou vyhynutí tamní megafauny v době od zhruba 40 100 let před současností.

#### Změny srážek v čase
Rostoucí kontinentalita se projevila v úbytku a v menší předvídatelnosti srážek, což omezilo dostupnost rostlin nutných pro energii a výživu. Axelrod a Slaughter naznačují, že tyto změny ve srážkách omezují množství času, který je vhodný pro rozmnožování. To mohlo nepřiměřeně poškodit velká zvířata, protože ona mají delší a stálejší období páření, proto pak mohla porodit mláďata v nějakém nepříznivém období, kdy bylo málo vody, potravy, nebo nebyl dosažitelný jakýkoliv úkryt díky posunu vegetační sezóny. Naproti tomu malí savci, kteří mají kratší životní cyklus, kratší reprodukční cyklus a kratší těhotenství, se mohli přizpůsobit rostoucí nepředvídatelnosti klimatu, jak jako jedinci tak jako celý druh, mohli si načasovat reprodukci vzhledem k podmínkám prostředí, tak aby potomstvo přežilo. Proto menší savci měli menší ztráty na potomstvu a byli schopni reprodukci opakovat, když byly podmínky vhodné pro přežití potomstva.

#### Nedostatky hypotézy kontinentality
Kritici našli mnoho problémů ohledně této teorie.
- V jiných obdobích s kontinentálním klimatem velcí býložravci prospívali. Například se jim dařilo v Pleistocénu na Sibiři, která měla a má kontinentálnější klima než bylo pleistocenní i holocenní klima Severní Ameriky.[53][54][55]
- Zvířata, která tenkrát vyhynula, by vlastně měla během změny z parkovité krajiny na prérii prosperovat, protože primární zdroje potravy, tedy trávy, spíše přibylo než ubylo.[56][57][55] Ačkoliv byla vegetace prostorově specializovanější, množství dostupné trávy v prériích oproti minulosti vzrostlo, což by koním a mamutům vyhovovalo, ale přesto vymřeli.
- Ačkoliv koně v Novém Světě vymřeli, v 16. století byli úspěšně reintrodukováni Španěly, do moderního postpleistocenního interglaciálního klimatu. Dodnes jsou zde zdivočelí koně, kteří stále žijí ve stejném prostředí. Nacházejí dostatečné množství potravy bez toxinů, jsou schopní dostat z pastvy pro sebe tolik živin, že se dobře rozmnožují a s načasováním těhotenství nemají problém. Podobně mamuti přežili přechod z Pleistocénu do Holocénu na izolovaných, neobydlených ostrovech ve Středozemním moři[58] a na Wrangelově ostrově severně od Sibiře v Arktidě,[59] zde žili ještě v období před 7000–4000 roky.
- Velcí savci by byli schopní migrace, ať už stálé nebo občasné, pokud by byla teplota příliš extrémní, období rozmnožování příliš krátké nebo srážky příliš řídké či nepředvídatelné.[60] Roční období jsou v různých geografických oblastech jinak načasované. Tím že třeba migrují pryč od rovníku, mohou býložravci najít oblasti, které jsou právě v období vegetační sezóny a mohou zde snadněji najít dost potravy a mohou se zde lépe rozmnožovat. Současní sloni afričtí migrují v období sucha do oblastí, kde mohou najít nějakou vodu.[61]
- Velká zvířata mohou nashromáždit ve svém těle více tuku než středně velká zvířata,[62] což by jim dovolovalo kompenzovat extrémní sezónní střídání dostupnosti potravy.

Vyhynutí megafauny by mohlo být vysvětleno zmizením tzv. „mamutí stepi“. Aljaška má v současnosti málo živné půdy na to, aby uživila bisony, mamuty a koně. R. Dale Guthrie tvrdí, kvůli tomu tam megafauna vyhynula, ale může to být vyloženo také obráceně. Chapin (Chapin 1980) prokázal, že když se dodá do půdy na Aljašce hnojivo, vyroste zde podobný trávník, jako za doby mamutích stepí. Je možné, že s vyhynutím megafauny došlo zároveň ke absenci hnojení půdy z výkalů, což vedlo k nízkému obsahu živin v současných půdách a proto tedy krajina už nemůže uživit megafaunu.

## Nedostatky teorií nadměrného lovu a klimatických změn
Protože samostatné hypotézy vybíjení a klimatických změn plně vysvětlují vymírání, mnoho vědců podporuje teorii kombinaci vybíjení a klimatických změn. Ani samotné vybíjení (sensu stricto) ani klimatické hypotézy nevysvětlují některá pozorování.
- Nepřežvýkavci a přechodné typy trpěli nejvíce, kdežto přežvýkavci obecně přežili.[63] Ovšem rozšíření teorie nadměrného lovu toto může vysvětlit například přes změny vegetace.[64]

## Hypotéza epidemie nějaké choroby

### Teorie
S pleistocenními zvířaty to je podobné jako u civilizací nově objevených skupin domorodých lidí.
Hypotéza choroby předpokládá, že lidé a s nimi cestující zvířata (např. domácí psi) zavlekli jednu nebo několik vysoce nakažlivých chorob do náchylných populací původních savců, což nakonec způsobilo vymření původních zvířat. Vymírání bylo větší u větších zvířat, protože menší zvířata jsou proti tomu odolnější kvůli některým vlastnostem, které se týkají průběhu života (např. kratší těhotenství, početnější populace atd.). Lidé se domnívají, že to bylo důvodem k vymírání, protože dřívější imigrace savců do Severní Ameriky z Asie žádné vymírání původních amerických zvířat nezpůsobilo.
Jestliže byla choroba opravdu zodpovědná za vymírání na konci Pleistocénu, musí tato choroba splňovat několik podmínek:
1. patogen musí mít stálého bacilonosiče v dostatečně početné populaci. Patogen se musí udržet v přírodě i tehdy, když se zde nenachází vnímavý hostitel, kterého by mohl infikovat.
2. patogen musí být vysoce infekční, musí být schopen infikovat všechny jedince všech věkových kategorií a obojího pohlaví.
3. choroba musí být vysoce letální (smrtelná), s úmrtností asi 50–75%.
4. patogen musí mít schopnost infikovat mnoho hostitelských druhů, aniž by představoval vážnou hrozbu pro člověka. Lidé mohou být infikováni, ale choroba pro ně nesmí být vysoce letální nebo způsobovat epidemie.

### Námitky proti hypotéze zničující choroby
- Nebyla prokázána žádná taková choroba.
- Obecně řečeno, choroba má být velice nakažlivá, aby zabila všechny jedince rodu nebo druhu. Dokonce ani tak nakažlivá choroba jako západonilská horečka patrně nemůže způsobit vymření druhu.[68]
- Choroba by musela být nepravděpodobně selektivní, přitom postihovat mnoho druhů.
  - Například choroba, která by byla schopna vyhubit tři druhy bisonů, zatímco další blízce příbuzný druh by neovlivnila.
  - Musela by být schopna vyhubit nelétavé ptáky, zatímco blízce příbuzné létavé druhy by neovlivnila. Přestože je choroba dostatečně selektivní, aby postihla jen jeden druh v rámci celého rodu, musí být na druhou stranu schopna smrtelně infikovat druhy napříč několika skupin ptáků, vačnatců, placentálů, želv a krokodýlů.
  - Žádná choroba s takto širokým rozsahem není známa, a už vůbec není známa taková, která by zároveň byla schopná infikovat množství blízce příbuzných druhů z různorodých skupin živočichů.

## Hypotéza predace druhého řádu

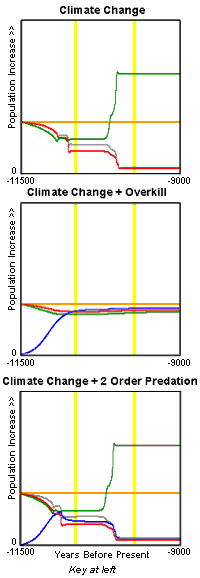
Kombinace hypotéz: klimatické změny, vybíjení + klimatické změny, predace druhého řádu + klimatické změny

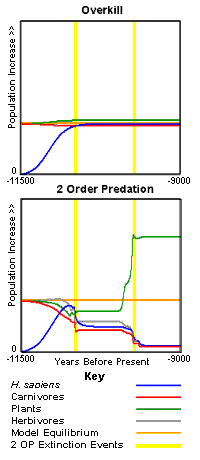
Hypotéza vybíjení a predace druhého řádu

### Scénář
Hypotéza predace druhého řádu z roku 2004 říká, že jakmile vstoupili lidé do Nového Světa, pokračovali ve své politice zabíjení predátorů, což narušilo přírodní rovnováhu, protože býložravci se přemnožili, došlo k poškození až kolapsu životního prostředí. Hypotéza vysvětluje změny v populacích zvířat, rostlin i lidí. Hypotéza však není rozvíjena.
Scénář je následující
- Po příchodu Homo sapiens do Nového Světa se museli původní predátoři dělit o kořist s novým druhem predátora. Díky této konkurenci nemohla populace původních predátorů, čili predátorů prvního řádu, najít dost potravy, neboť byli v přímé konkurenci s člověkem.
- Predace druhého řádu začala, když lidé začali vybíjet původní predátory.
- Populace kořisti už nebyla dobře kontrolována predací. Zabíjení predátorů člověkem zredukovalo počty těchto predátorů, až jich bylo tak málo, že nestačili regulovat velikost populace kořisti.
- Tato absence regulace predátory prvního řádu spouští tzv. cykly střídání prosperity a krize v rámci populace kořisti. Populace býložravců rostou, následkem toho dojde k silnému vypasení krajiny a přírodní prostředí už býložravce není schopno uživit. To má za důsledek, že mnoho býložravců začne hladovět. Zvířata, která přijímala potravu nejpomaleji, vymřela a hned po nich vymřela zvířata, která nedokázala získat z každého kousku potravy maximum živin.
- Cykly střídání prosperity a krize v rámci populací býložravců změnily vegetaci, což mělo klimatické dopady, hlavně na relativní vlhkost vzduchu a kontinentalitu. Díky vypasení se parkovitá krajina změnila v krajinu travnatou a kontinentalita ještě posílila.

### Podpora
Tyto hypotéza byl podpořena počítačovými modely, tzv. „Pleistocene Extinction Model“ (PEM), který při použití stejných předpokladů a hodnot porovnává různé hypotézy s hypotézou predace druhého řádu. Zjistilo se, že predace druhého řádu se více shoduje s fakty ohledně vymírání než teorie vybíjení (výsledky v grafu nalevo). Model PEM běží na základě testování různých kombinací hypotéz a uměle se pak přikládají vhodné klimatické změny, které způsobily vymírání. Když je kombinováno vybíjení a klimatické změny, navzájem se tyto jevy vyvažují. Klimatické změny snižují počet rostlin, vybíjení odstraní zvířata a tím zase je méně rostlin spásáno. Predace kombinovaná s klimatickými změnami zhorší vymírání (výsledky viz graf vpravo).

### Predace druhého řádu a další teorie
- Klimatické změny: Predace druhého řádu vysvětluje změny ve vegetaci, které zase následně mohou vysvětlovat nárůst kontinentality. Potom vymírání je způsobeno devastací stanoviště, což zase vysvětluje úbytek zvířat, která byla lovena člověkem. Predace druhého řádu vysvětluje i vznik trpasličích forem stejně dobře jako vymírání, protože menší zvířata potřebují k přežití a rozmnožování méně potravy, proto mají výhodu.
- Choroba: Úbytek masožravců mohl být způsoben zavlečením psinky nebo jiné choroby masožravců domácími psy.
- Vybíjení: Pozorování, že vymírání následuje po osídlení oblasti lidmi je potvrzeno i teorií predace druhého řádu.

### Nedostatky teorie predace druhého řádu
- Nebyl nalezen důkaz, že by lidé v Novém Světě lovili predátory, ale je to známo ze Sibiře.[71]
- Stejně jako jiné teorie založené na klimatu, model předvídá velké vymírání jako odezvu na klimatické změny i bez lovu lidmi, ale pak nejsme schopni vysvětlit, proč se tato vymírání nekonala také během konců předchozích glaciálů, které byly stejné intenzity, a proč se tak nestalo ve vysokých šířkách Eurasie.
- Teorie předpokládá pokles objemu vegetace, ačkoliv díky odtání ledovců se obyvatelná část Severní Ameriky zdvojnásobila.
- Klimatické změny měly malý vliv na vegetaci nebo na rozšíření malých savců, plazů a obojživelníků po celé jižní polovině USA a ještě méně měly vliv na tropické oblasti Ameriky, přesto i zde došlo k velkému vymírání.
- Jakékoliv klimatické změny, které nastaly, nebyly příčinou nějakého vymírání drobných obratlovců a jsou v průměru úžeji rozšířeny.
- Model výslovně předpokládá vysokou rychlost vymírání v travnaté krajině, ale většina vymřelých zvířat zasahovala svým výskytem do mnoha vegetačních zón, populační hustota kopytníků byla tenkrát na Velkých Pláních vysoká, toto prostředí dovoluje velkou diverzitu kopytníků např. v Africe a vymírání bylo obdobně intenzívní i v lesnaté krajině.
- Není možné vysvětlit, proč počty kopytníků nebyly regulovány masožravci, kteří přežili, jako medvěd grizzly, vlk, puma a jaguár, jejichž populace by měly rychle vzrůst jako odpověď na absenci konkurentů.
- Nelze vysvětlit, proč skoro všichni vymřelí masožravci byli specialisté na velké býložravce, jako šavlozubý tygr, či medvěd krátkočelý, ale masožravci živící se i rostlinnou stravou a nespecializovaní masožravci přežili.
- Nebyl zatím nalezen žádný důkaz, že by cykly vzestupu a krize u býložravců způsobilo lokální vyhynutí v oblastech, kde byli díky lovu vyhubeni masožravci. Zbylí predátoři jsou v současnosti na většině území USA také vyhubeni, ale nezpůsobuje to nějaké velké změny ve vegetaci ani nějaké dramatické cykly vzestupu a krize u kopytníků.